# Basse-Saxe
 (février 2025).
Si vous disposez d'ouvrages ou d'articles de référence ou si vous connaissez des sites web de qualité traitant du thème abordé ici, merci de compléter l'article en donnant les références utiles à sa vérifiabilité et en les liant à la section « Notes et références ».
La Basse-Saxe (en allemand : Niedersachsen /ˈniː.dɐ.zak.sən/ , en bas allemand : Neddersassen) est un Land allemand situé au nord-ouest du pays. Elle a été formée en 1946 par la jonction de quatre Länder et nommée par réminiscence à la Saxe primitive du Haut Moyen Âge. Parmi les Länder allemands, elle occupe le deuxième rang par superficie et le quatrième rang par population.

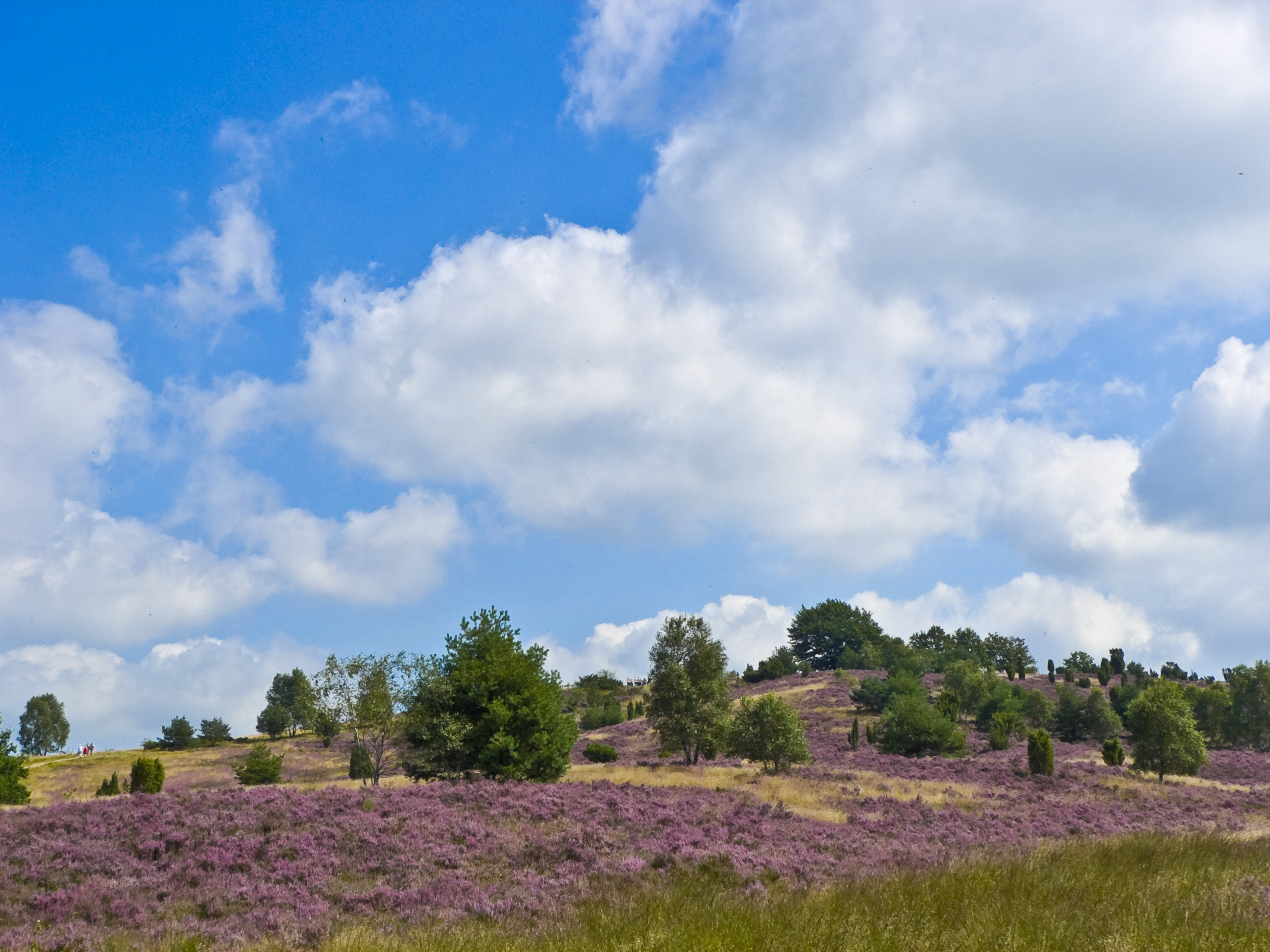
Vue sur la lande de Lunebourg, située dans le Nord-Est du Land de Basse-Saxe.

## Géographie

### Situation
Le territoire de la Basse-Saxe couvre 47 635 km2 ; c'est après la Bavière le Land le plus étendu de la République fédérale. Il est bordé au nord par la mer du Nord, le Schleswig-Holstein et le Land de Hambourg, à l’est par le Mecklembourg, le Brandebourg et la Saxe-Anhalt, au sud par la Hesse et la Thuringe, à l'ouest par la Rhénanie-du-Nord-Westphalie et les Pays-Bas, et contient en 2 enclaves, le Land de Brême.
Les villes principales sont :
- Hanovre (Hannover) (capitale) : 596 000 hab. (31 décembre 2006) ;
- Brunswick (Braunschweig) : 245 872 hab. ;
- Osnabrück : 164 489 hab. ;
- Oldenbourg (Oldenburg) : 158 394 hab. ;
- Göttingen : 122 187 hab. ;
- Wolfsburg : 122 148 hab. ;
- Salzgitter : 108 763 hab. ;
- Hildesheim : 102 937 hab. ;
- Wilhelmshaven : 84 118 hab. ;
- Delmenhorst : 76 094 hab. ;
- Celle : 71 536 hab. ;
- Lunebourg (Lüneburg) : 71 306 hab. ;
- Emden : 49 874 hab..

## Histoire
Le Land doit son nom au fait qu'il fut le territoire d'origine des Saxons, peuple germanique. 
À 20 km au nord-est d'Osnabrück, à Kalkriese, aurait eu lieu la bataille de Teutoburg qui mit fin à l'expansion romaine vers le nord. En effet, le chef des chérusques, Arminius y aurait écrasé les légions romaines de Varus en l'an 9. Certains y voient plutôt le site de la bataille de Pontes longi en 15 apr. J.-C.
Le terme « Basse-Saxe » fait référence à la topographie de la Saxe basse des plaines à l'ouest du territoire allemand, par rapport à la Saxe haute des montagnes à l'est. Le terme est en usage après la dissolution du duché de Saxe à la fin du XIIIe siècle et permet de distinguer les parties de l'ancien duché gouverné par la maison de Welf de l'électorat de Saxe d'une part, et du duché de Westphalie de l'autre.
Les liens historiques étroits entre les domaines du cercle de Basse-Saxe, aujourd'hui dans la Basse-Saxe moderne, ont survécu pendant des siècles surtout d'un point de vue dynastique. La majorité des territoires historiques dont la terre se trouve actuellement en Basse-Saxe étaient des sous-principautés des terres médiévales du duché de Brunswick-Lunebourg. Tous les princes Welf se sont appelés ducs « de Brunswick et de Lüneburg » malgré les différentes parties dirigeantes d'un duché qui a été souvent divisé ou réuni en fonction que les diverses lignées Welf se multipliaient ou s'éteignaient.
Le congrès de Vienne regroupa les territoires formant l’actuelle Basse-Saxe en quatre États indépendants : le royaume de Hanovre (gouverné en union personnelle par la dynastie régnante du Royaume-Uni depuis 1714), le grand-duché d'Oldenbourg, le duché de Brunswick et la principauté de Schaumbourg-Lippe.
En conséquence de la guerre austro-prussienne de 1866, le royaume de Prusse occupa et annexa le royaume de Hanovre et en forma une province. Les révolutions de 1918-1919 transformèrent les autres États en républiques. L'ancien comté de Pyrmont appartenant à la république de Waldeck fut rattaché en 1922. En 1937 à l'époque du Troisième Reich, la province de Hanovre échangea quelques territoires avec la ville libre et hanséatique de Hambourg : Cuxhaven revint à la province de Hanovre qui céda en outre la ville de Harburg à Hambourg. En 1941, pendant la Seconde Guerre mondiale, les limites entre Brunswick et Hanovre furent modifiées.
Les limites des zones d'occupation coupèrent quelques enclaves orientales et le canton de Neuhaus sur la rive droite de l'Elbe, qui restèrent en dehors de la zone britannique. Les enclaves devinrent parties de la Saxe-Anhalt, le canton de Neuhaus revint au Mecklembourg. L'arrondissement du comté de Schaumburg, une enclave de la province de Hesse-Nassau, qui fut majoritairement occupée par les Américains, fut intégré à la province de Hanovre.
En 1946, l'administration britannique unifia l'État de Hanovre avec les Länder de Brunswick, d'Oldenbourg et de Schaumburg-Lippe et en forma la Basse-Saxe.
La Constitution provisoire de la Basse-Saxe fut promulguée le 13 avril 1951 et entra en vigueur le 1er mai suivant.
En 1974, un plébiscite demanda le rétablissement d'Oldenbourg et Schaumburg-Lippe comme Länder indépendants. Néanmoins, une loi fédérale du 9 janvier 1976 les intégra définitivement à la Basse-Saxe.
Par traité de mars 1993, le Land de Mecklembourg-Poméranie-Occidentale rendit le canton de Amt Neuhaus (rattaché au Landkreis de Lüneburg) à la Basse-Saxe le 30 juin 1993.
En conséquence de la réunification allemande, le Landtag élabora une constitution définitive qui fut promulguée le 19 mai 1993 et entra en vigueur le 1er juin suivant.

## Démographie

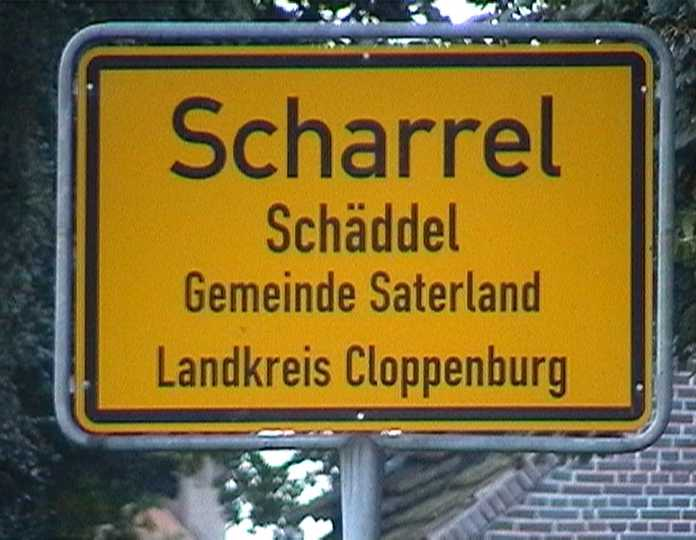
Signalisation bilingue en allemand et en frison oriental en Basse-Saxe.

La population de la Basse-Saxe est d'un peu plus de 8 millions d'habitants.
93 % des habitants parlent l'allemand standard. Le bas saxon (Plattdeutsch), une langue ingvaeonique ayant statut de langue officielle, reste très répandu dans les campagnes du Nord du Land et compterait 6 millions de locuteurs actifs en Allemagne du Nord (y compris le Schleswig-Holstein). Deux mille habitants parlent le frison oriental, langue anglo-frisonne passablement distincte du bas saxon, en voie d'extinction ; ils vivent dans l'arrondissement de Cloppenburg, situé dans le Nord-Ouest du Land près de la frontière avec les Pays-Bas. Les Frisons du Land ne se considèrent même pas comme une « minorité nationale », mais comme un groupe ethnique particulier exprimant une forte identité régionale.

## Politique et administration
La Basse-Saxe constitue le deuxième Land le plus vaste et le quatrième plus peuplé d'Allemagne.
Il dispose des pouvoirs exécutif, législatif et judiciaire.
Le pouvoir exécutif est exercé par le gouvernement régional (Landesregierung), qui siège à Hanovre et est dirigé par le ministre-président (Ministerpräsident), à l'heure actuelle le social-démocrate Olaf Lies.
Le pouvoir législatif est détenu par le Landtag, qui siège à Hanovre. En principe, ce landtag comprend cent trente-cinq députés, élus pour un mandat de cinq ans au scrutin proportionnel mixte. La majorité est actuellement détenue par le Parti social-démocrate d'Allemagne (SPD) et l'Alliance 90/Les Verts (Grüne).

### Histoire politique
À l'inverse de la Bavière ou de la Rhénanie-du-Nord-Westphalie, la Basse-Saxe n'a jamais constitué un fief pour l'un des deux grands partis d'Allemagne. 
Gouverné à plusieurs reprises par des « grandes coalitions », ou de larges alliances, jusqu'en 1970, elle n'a, entre 1970 et 2017, eu que des gouvernements politiquement homogènes. À quatre reprises, le Landtag a même connu des situations de majorité absolue.
L'histoire politique du Land a connu un rebondissement jamais vu ailleurs dans le pays. En 1976, le social-démocrate Alfred Kubel, démissionne après seulement six années au pouvoir. Sa coalition avec le FDP dispose alors d'un siège d'avance sur la CDU. Pourtant, le Landtag finit par accorder l'investiture à Ernst Albrecht, candidat chrétien-démocrate qui inaugure ainsi quatorze années de mandat, dont huit avec une majorité absolue.
En 1990, Gerhard Schröder, ancien député fédéral et qui a déjà fait trembler Albrecht en 1986, arrache la victoire grâce à une alliance avec Les Verts. Troisième coalition de ce genre en Allemagne, elle est la première à aller au bout de la législature. En 1994, puis 1998, Schröder décroche la majorité absolue, égalant le record de son prédécesseur.
Schröder devenu chancelier fin 1998, Gerhard Glogowski le remplace mais doit rapidement démissionner, au profit de Sigmar Gabriel. Celui-ci est sévèrement battu, en 2003, par le chrétien-démocrate Christian Wulff, qui confirme sa majorité, avec le FDP, en 2008. Il devient président fédéral deux ans plus tard et cède le pouvoir à David McAllister, benjamin des ministres-présidents allemands. Le Land est alors le seul à avoir eu deux ministres-présidents aux deux plus hautes charges de l'État fédéral.
Aux élections de 2013, David McAllister, victime du vote utile en faveur des libéraux, voit sa coalition battue d'un siège seulement par celle emmenée par le social-démocrate Stephan Weil, bourgmestre de Hanovre.

### Administration territoriale
Au niveau communal, le Land comprend :
- la région de Hanovre (Region Hannover) avec 21 communes (Gemeinden) ;
- 8 villes-arrondissements (kreisfreie Städte) ;
- 37 arrondissements (Landkreise) avec 994 communes, 2 districts non-organisés (gemeindefreie Bezirke) et 23 territoires non-organisés (gemeindefreie Gebiete).

Sur l'ensemble des communes, 736 d'entre elles sont regroupées en 140 cantons (Samtgemeinden) qui assurent l'administration communale. Les 287 autres communes ont leur propre administration communale (Einheitsgemeinden).
Les quatre districts de Brunswick, Hanovre, Lunebourg et Weser-Ems ont été dissous le 1er janvier 2005.

### Arrondissements(Landkreise) etvilles-arrondissements(kreisfreie Städte)
La région de Hanovre (statut particulier) :
1. Région de Hanovre

Les 36 arrondissements (Landkreise) de Basse-Saxe :
| 1. Ammerland 2. Aurich 3. Comté de Bentheim 4. Celle 5. Cloppenburg 6. Cuxhaven 7. Diepholz 8. Pays de l'Ems 9. Frise 10. Gifhorn 11. Goslar 12. Göttingen 13. Hamelin-Pyrmont 14. Harburg 15. Heidekreis (ancienne appellation : Soltau-Fallingbostel) 16. Helmstedt 17. Hildesheim 18. Holzminden 19. Leer | 1. Lüchow-Dannenberg 2. Lunebourg 3. Nienburg/Weser 4. Northeim 5. Oldenbourg 6. Osnabrück 7. Osterholz 8. Peine 9. Rotenburg (Wümme) 10. Schaumburg 11. Stade 12. Uelzen 13. Vechta 14. Verden 15. Wesermarsch 16. Wittmund 17. Wolfenbüttel. |

Les 8 villes-arrondissements (kreisfreie Städte) de Basse-Saxe :
| 1. Brunswick 2. Delmenhorst 3. Emden 4. Oldenbourg | 1. Osnabrück 2. Salzgitter 3. Wilhelmshaven 4. Wolfsbourg. |

## Économie
Les employeurs importants sont l'industrie automobile, par exemple Volkswagen, Continental, l'industrie financière Talanx, VHV-Groupe, Hannover Re et Nord LB, les chantiers navals, l'ingénierie de l'énergie, et les activités logistiques et portuaires.
La Basse-Saxe comprend une quinzaine de ports océaniques et de rivière qui en font une région clef pour les échanges commerciaux de l'Allemagne. Ces ports sont supervisés par l'entité Niedersachsen Ports GmbH & Co. KG, basée à Oldenburg. Parmi ces ports, les principaux sont ceux de Cuxhaven à l'embouchure de l'Elbe, Stade sur l'Elbe, Brake (Unterweser) sur la Weser, Wilhelmshaven sur la baie de Jade, et Emden à l'embouchure de l'Ems. La Basse-Saxe est aussi adjacente aux deux grands ports des villes-états de Brême, sur la Weser, et de Hambourg, sur l'Elbe.

## Tourismes
- Les algues fossilisées du Heeseberg près de Jerxheim
- Les dolines du Lopingien du Hartz méridional (source de la Rhume, grotte de la Licorne)
- Le littoral des Wadden en mer du Nord
- Le parc aux dinosaures Münchehagen et le grand lac de Steinhude
- La tourbière ombrotrophe de Huvenhoop près de Gnarrenburg
- Les tourbières de Bourtange, dans la moyenne vallée de l'Ems
- Les mines de Rammelsberg à Goslar
- Le phare de Pilsum à Krummhörn
- Ruines du château fort de Lichtenberg